# Leo Funtek

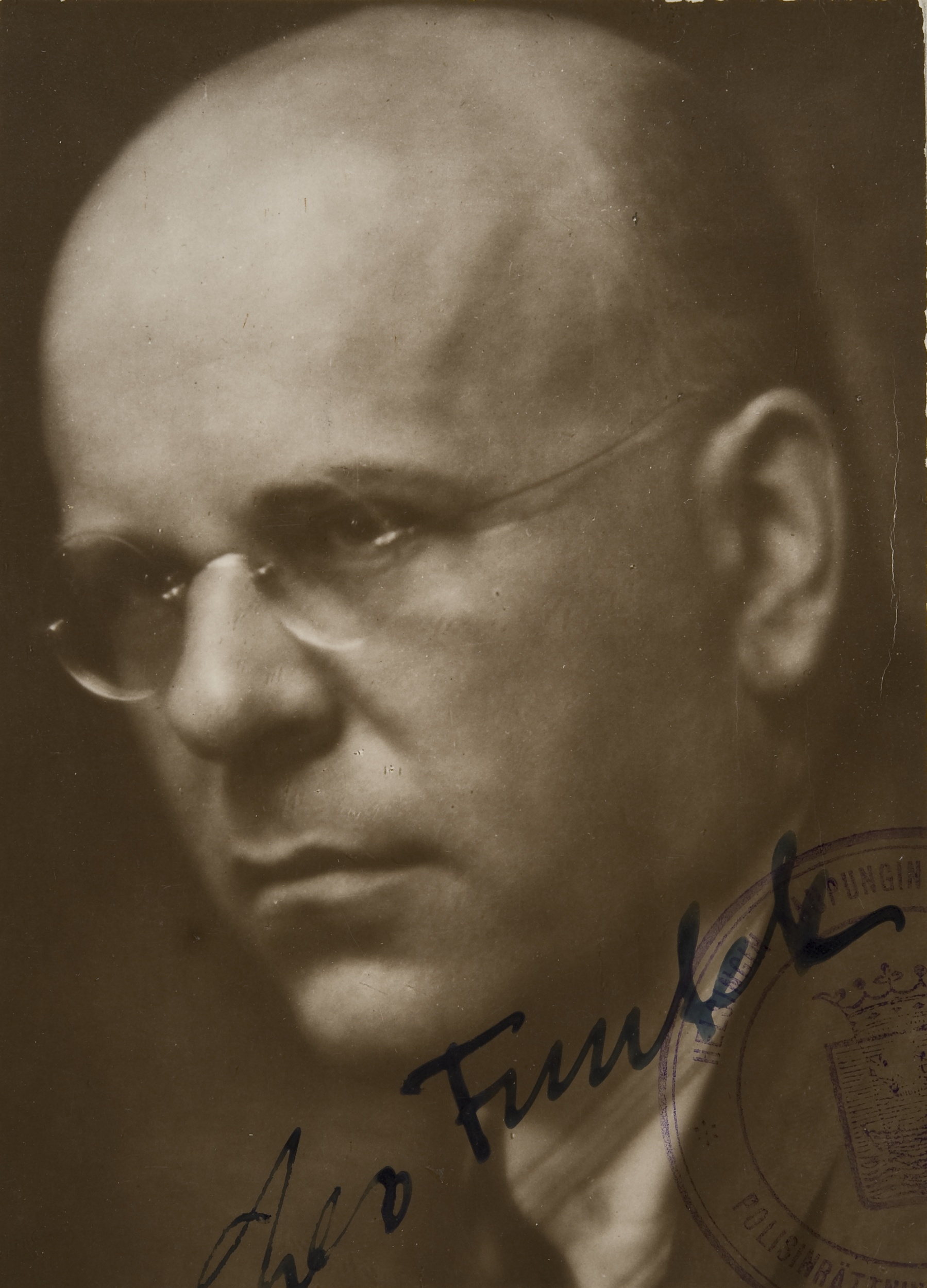
Leo Funtek på 1930-talet.

Leo Funtek, född 21 augusti 1885 i Ljubljana, död 13 januari 1965 i Helsingfors, var en slovensk-finsk musiker. 
Funtek blev 1906 konsertmästare vid Filharmoniska orkestern i Helsingfors. Utom 1914-19, då Funtek hade anställning vid operan i Stockholm, verkade Funtek i Helsingfors som lärare, dirigent och kritiker (i Dagens Press). Från 1925 var han kapellmästare vid Finska operan. Han var gift med sångerskan Ingeborg Liljeblad med vilken han hade dottern, översättaren Gemma Snellman.

## Utmärkelser
- Riddartecknet av I klass av Finlands Vita Ros’ orden[1]

[Redigera Wikidata]